# سيتي بارك (ملعب)
سيتي بارك (بالإنجليزية: CITYPARK)‏ هو ملعب كرة قدم يقع في سانت لويس، ميزووري، ويتسع لـ 22,423 متفرج.